# Shin Sawbu
Shin Sawbu, död 1471, var en burmesisk monark. Hon var regerande drottning av Hanthawaddy 1454–1471. 